# پوروونیوکی
پوروونیوکی (به فنلاندی: Porvoonjoki) رودی است که به خلیج فنلاند می‌ریزد. این رود از کشور فنلاند می‌گذرد. طول آن ۱۴۳ کیلومتر (۸۹ مایل) است.